# Capricci
Pour les articles homonymes, voir Capriccio et Capricci (société).
Pour plus de détails, voir Fiche technique et Distribution.
Capricci est un film expérimental italien réalisé par Carmelo Bene et sorti en 1969.
Le genre, en ce qui concerne les œuvres de Bene, est difficile à déterminer. Carmelo Bene qualifie parfois son art (théâtral, cinématographique, littéraire, ...) de « dégénéré ».

## Synopsis
L'« intrigue », si on peut l'appeler ainsi, s'inspire de deux œuvres : Histoire du chevalier des Grieux et de Manon Lescaut, un roman-mémoires de l'abbé Prévost rédigé vers 1730 et Arden de Faversham, pièce de théâtre élisabethaine publiée en 1592. Cette dernière histoire est interprétée par des vieillards (nonagénaires, d'après Bene), la plupart sans aucune expérience cinématographique, jouant dans un dialecte de Bari italianisé de manière fantaisiste. Les filles sont nues ou très peu vêtues, y compris Alice. Il faut cependant parler de deux « intrigues » parallèles qui ne se croisent jamais. L'autre « intrigue » consiste à accumuler les accidents en formant un cimetière improvisé de voitures contre lesquelles s'écrasent d'autres voitures, sans motivation apparente et/ou signification précise.
De plus, pour compliquer encore la situation, une troisième « intrigue » est ajoutée, celle de la voix hors champ de Carmelo Bene qui récite des extraits d'un essai de Roland Barthes sur les recettes de cuisine du magazine français Elle (publié dans Miti d'oggi) tandis qu'une jeune serveuse nue fait le service à la cantine où se déroulent les discussions enflammées des vieillards délirants. Dans cette intrigue inextricable, des scènes surréalistes de type western sont intercalées.
Parallèlement à cette « intrigue », le néo-cimetière de voitures grossit peu à peu. L'une des voitures est conduite par Carmelo Bene en compagnie d'Anne Wiazemsky. Ils commencent alors à écraser des piétonnes, dont les cadavres sont ensuite laborieusement chargés dans la voiture. Tout cela sans aucune motivation logique et Wiazemsky elle-même regarde la scène d'un air amusé, comme si elle contemplait autre chose qu'un désastre ; l'événement n'aurait donc pas le sens de l'horreur qu'il devrait avoir. Une autre scène inexplicable s'accumule, celle d'un baron qui se promène en parlant accompagné de sa femme moustachue portant dans ses bras un bébé tout aussi improbable et trop grand. Le couple semble vouloir passer inaperçu, alors que leur allure les rend au contraire très voyant. Le baron est traqué sur une courte distance par un policier qui se trouve derrière lui et que l'on voit finalement, encadré seul, en train de sangloter désespérément. Par la suite, le même policier continuera lui aussi à sangloter (entrecoupé de scènes de l'autre intrigue de l'Arden de Faversham), en direction et à la recherche d'on ne sait quoi. Alors qu'il sanglote, l'épouse moustachue du baron tente de le faire mourir de désir en se montrant d'une sensualité et d'une séduction grotesques. Pendant ce temps, les vieillards meurent les uns après les autres, certains assassinés, d'autres par excès de bière. Le policier, toujours en train de sangloter et de gémir exagérément, frappe à la porte d'une maison où habite un peintre, agacé par ce dérangement. Le peintre finit par lui ouvrir la porte et le policier toujours en sanglots, comme s'il avait une hémorragie de larmes irrépressible, prend une toile pour l'emporter, mais ne parvient pas à la faire passer par la porte, ce qui le désespère encore plus ; finalement, après bien des efforts, il s'effondre sur le sol, épuisé.
Carmelo Bene saute de la voiture avant que celle-ci ne rentre en collision avec les autres du cimetières de voiture, puis va chercher ou secourir son amie meurtrie ; ils s'allongent sur l'herbe, près des flammes. Au bout d'un moment, on entend des coups de feu, on voit quelqu'un tirer et on voit des gens s'enfuir en courant vers les voitures encore en flammes ou abîmées, avec lesquelles ils partent on ne sait où. Le bruit des voitures s'arrête brusquement et les deux jeunes s'effondrent à leur tour, peut-être morts ou peut-être inconscients. Des cavaliers arrivent, habillés comme des Anglais chassant le renard.

## Fiche technique
- Titre : Capricci[2],[3]
- Réalisation : Carmelo Bene assisté de Fabio Garriba
- Scénario : Carmelo Bene
- Photographie : Maurizio Centini
- Montage : Mauro Contini
- Son : Carlo Marotti
- Musique : AA. VV. édité par Microstampa (développement de l'impression et enregistrement sonore)
- Décors : Salvatore Vendittelli (peintre)
- Costumes : G.p. 11
- Maquillage : Piero Mecacci, Raffaele Cristini, Gloria Fava
- Production : Rodolfo Frattaioli, BB & B (Jacques Brunet, Gianni Barcelloni et Carmelo Bene)
- Pays de production :  Italie
- Langue originale : italien
- Format : Couleur par Ektachrome - 1,37:1 - Son mono - 16 mm
- Genre : Expérimental et fantastique
- Durée : 89 minutes (1 h 29)
- Dates de sortie : 
  - France : mai 1969 (Festival de Cannes 1969[4]) ; 6 octobre 1977 (en salles)
  - Italie : 15 novembre 1969

## Distribution
- Carmelo Bene : Le poète
- Anne Wiazemsky : Manon
- Ornella Ferrari : Alice
- Piero Vida (it) : L'agent de police
- Giancarlo Fusco (it) : Le baron allemand
- Poldo Bendandi (it) : Le tueur
- Tonino Caputo (it) : Clarke
- Franco Gulà : Mosbie
- Giovanni Davoli[5] : Arden de Faversham

## Production
Un film à petit budget (réalisé en un peu moins de deux mois entre le tournage et le montage), comme tous les autres de sa production, tourné dans trois lieux différents : les extérieurs à Campo de' Fiori et sur le périphérique avec l'embranchement pour Naples (le lieu qui se transforme progressivement en cimetière de voitures), tandis que les intérieurs sont tournés dans la maison du peintre de Lecce, Tonino Caputo (it). Carmelo Bene décrit Capricci comme sa meilleure œuvre depuis Salomé, ajoutant...
« ... è un film delirante, intenzionalmente sgradevole. Non sta né in cielo né in terra. Brutto a vedersi, senza infingimenti, nudo, crudo, disgraziato. »
— Carmelo Bene.
        
« ... est un film délirant, volontairement désagréable. Il n'est ni au ciel ni sur terre. Il est laid à regarder, non déguisé, nu, brut, misérable. »
Il ajoute plus loin dans l'ouvrage :
« Capricci è un bell'attentato a tutto ciò che d'istituzionale, ricattatorio c'è nel visivo »
— Carmelo Bene.
        
« Capricci est une belle attaque contre tout ce qui est institutionnel, un chantage au visuel. »
Les musiques de la bande originale sont définies par Carmelo Bene comme des repères par rapport à la situation scénique qu'elles sont censées caractériser, et sont donc incohérentes avec l'« intrigue » et les rôles, eux aussi peu fiables, des personnages. Le doublage est également volontairement désaccordé, de sorte que la voix d'Alice, interprétée par Ornella Ferrari, devient souvent une voix avec un accent français (probablement la voix de Wiazemsky), et parfois même on peut entendre les deux voix se chevaucher.

## Accueil
Présenté à la Quinzaine des réalisateurs du 22e Festival de Cannes, ce film, comme son prédécesseur, a été très apprécié par les critiques et les intellectuels français, comme le poète Jacques Prévert ; il a également été apprécié en Italie (il n'a néanmoins pas plu à Luchino Visconti à Cannes) mais n'a pas connu un grand succès en salles et a donc plus ou moins suivi le sort de Notre-Dame des Turcs.